# Blossom Rock
Edith Marie Blossom MacDonald (Filadelfia, Pensilvania, 21 de agosto de 1895-Los Ángeles, California, 14 de enero de 1978), más conocida como Blossom Rock/Blossom MacDonald/Marie Blake, fue una actriz de cine, teatro y televisión estadounidense. De tres hermanas, fue la hermana del medio. Su hermana menor fue la cantante estadounidense Jeanette MacDonald.

## Biografía
Fue hija de Daniel y Anna MacDonald. En su juventud, compartió escenario con su hermana Jeanette MacDonald y más tarde con su esposo, Clarence Rock (fallecido en 1960), con quien se casó en 1926, pero con quien no tuvo hijos. También tenía una hermana mayor, Elsie MacDonald, con quien también apareció en el escenario.
Más tarde, realizó películas con el nombre de Marie Blake. Su primer papel importante fue en Love Finds and Hardy. 
Más tarde, se hizo famosa por ser la abuela de la familia Addams en la serie The Addams Family (1964-1966), compartiendo créditos con John Astin, Carolyn Jones, Jackie Coogan, Ted Cassidy, Ken Weatherwax y Lisa Loring. Ese fue su último papel, ya que en 1966, luego de que terminara la famosa serie, se retiró definitivamente de la actuación y de la vida pública.
Murió a los 82 años de edad en 1978. Sus restos reposan en el Forest Lawn Cementery en Glendale (California).